# Żurowska Góra
Żurowska Góra (461 m) – wzgórze pomiędzy miejscowościami Szklary i Łazy w województwie małopolskim, w powiecie krakowskim, w gminie Jerzmanowice-Przeginia. Znajduje się na Wyżynie Olkuskiej będącej częścią Wyżyny Krakowsko-Częstochowskiej.
Północno-zachodnie, opadające do dna Doliny Szklarki stoki Żurowskiej Góry są całkowicie porośnięte lasem. Stoki północno-wschodnie opadają do wąwozu Suczy Dół, południowo-zachodnie łączą się ze stokami Grzybowej Góry, natomiast południowo-wschodnie przechodzą w pokrytą polami uprawnymi wierzchowinę Wyżyny Olkuskiej. Zalesione stoki należą do wsi Szklary, pola uprawne do wsi Łazy.
Większa część zalesionych zboczy Żurowskiej Góry znajduje się w obrębie rezerwatu przyrody Dolina Szklarki i prowadzi nimi szlak turystyczny. W lesie znajdują się liczne skały wapienne, a w nich niewielkie obiekty jaskiniowe: Szczelina przy Żurowskiej Górze i Szczelina w Żurowskiej Górze.
 Szklary (źródło Pióro) – Żurowska Góra – Grzybowa Góra – Szklary.